# Decatur (Alabama)
Decatur – miasto w Stanach Zjednoczonych, w północno-zachodniej części stanu Alabama, port nad zbiornikiem retencyjnym Wheeler (na rzece Tennessee). Według spisu ludności z roku 2010, w Decatur mieszkało 55 683 mieszkańców.
W mieście rozwinął się przemysł akcesoriów lotniczych oraz włókienniczy.